# Iosif Davydovich Kobzon
Iosif Davidovich Kobzon (11 tháng 9 năm 1937, Chasiv yar, Tỉnh Donetsk, Cộng hòa Xã hội chủ nghĩa Xô viết Ukraina, Liên Xô – 30 tháng 8 năm 2018, Moskva, Nga) là một ca sĩ nổi tiếng của Liên Xô và Nga, nhà hoạt động xã hội và chính trị của Nga, giảng viên âm nhạc.
Anh Hùng Lao Động Liên Bang Nga (2016). Nghệ sĩ Nhân dân Liên Xô (năm 1987). Giải thưởng Nhà nước Liên Xô (năm 1984), Giải thưởng Komsomol Lênin (năm 1976), giải thưởng của chính Phủ Liên bang Nga (2011).
Đại biểu Đuma Quốc gia Nga từ khóa 2 đến khóa 7 (1995–2018). Phó chủ tịch thường trực Ủy ban Văn hóa Đuma Quốc gia Nga (2011–2018). Đảng viên Đảng Nước Nga Thống Nhất từ năm 2007.

## Tiểu sử

### Tuổi trẻ
Iosif Kobzon được sinh  ngày 11 tháng chín, năm 1937 Chasiv yar, Tỉnh Donetsk trong một gia đình Do Thái. Vào cuối năm 1939, gia đình chuyển đến Lviv, nơi cha ông – David Kunovic Kobzon được bổ nhiệm làm người đứng đầu của Phòng nhân sự của nhà máy sản xuất kẹo mang tên S. M. Kirov. Thời gian đầu chiến tranh, toàn bộ gia đình được sơ tán đến Uzbekistan (cha và mẹ – Ida Isaevna Shoykhet và ba người con trai, bà ngoại  và một anh trai bị khuyết tật, cũng như bà nội, ông nội, và chú). Điểm đến cuối cùng là thành phố của Yangiyul dưới Tashkent. Từ đây cha ông đã tham gia mặt trận với tư cách là một chính ủy, tới năm 1943 ông bị thương rất nặng và sau khi chữa trị thì phục viên, nhưng không quay trở lại với gia đình. Cha của ca sĩ đã gặp một người phụ nữ khác, và kết hôn với cô, và ở hẳn tại Moscow.
Năm 1944, gia đình ông quay trở về Ukraine, ở Kramatorsk. Tại đây Iosif Kobzon học trường trung học số 6. Trong năm 1946 mẹ ông lấy một cựu chiến binh Moses M. Rappoport, khi đó là Quản lý cửa hàng ở chợ Trinity. Vì vậy, Iosif Kobzon còn có thêm hai em trai và em gái cùng mẹ khác cha. Vào cuối những năm 1940, gia đình chuyển đến Dnipro, ở đây đến năm 1957 trong căn phòng cho thuê của một Đại tá đã về hưu, trong ngôi nhà một tầng, địa chỉ số 16 đường phố Dimitrova. Trong hộ khẩu, họ của gia đình bị ghi nhầm thành "Copson"; Tuy Iosif nhận được chứng minh thư viết đúng họ, nhưng phụ danh của âm thì nhầm thành Davidovich (tiếng Nga chính xác phải là Davưdovich). Trong hai năm, từ lớp 6 đến lớp 8, ông học ở trường trung học số 48, với thành tích xuất sắc.
Năm 1956, ông tốt nghiệp Trường trung cấp kĩ thuật mỏ Dnipro. Những lần xuất hiện đầu tiên trong cuộc đời ca hát của ông diễn ra chính tại sân khấu của ngôi trường này, nơi mà ông đã hát song ca với  nhà vô địch cầu lông tương lai của Ukraina – Boris Barsoom. Ông cũng đam mê Boxing, từng giành chức vô địch giải trẻ của thành phố Dnepropetrovsk, và sau là quán quân của Ukraina, nhưng ông đã từ bỏ thể thao sau lần đầu tiên bị hạ đo ván. Trong thời gia học tại trường trung cấp, ông chủ yếu đạt điểm 4 (điểm tốt trong thang điểm 5 của Nga), vì vậy mà nhận được số tiền học bổng tương đối lớn thời đó – 180 rúp.
Từ năm 1956 để năm 1959, ông thực hiện nghĩa vụ quân sự, khi đó ông ta đã được mời tham gia vào đoàn ca múa nhạc Quân khu Ngoại Kavkaz. Thầy giáo dạy nhạc đầu tiên của ông sau khi rời quân ngũ là Leonid Tereshchenko – Giám đốc dàn hợp xướng Cung sinh viên thành phố Dnepropetrovsk. Ông đã chuẩn bị cho Iosif Kobzon thi vào các Nhạc viện Odessa. 
Để giúp đỡ Iosif Kobzon, Tereshchenko đã sắp xếp ông làm việc trong phòng trú bom của Viện công nghệ hóa học Dnepropetrovsk để lau bằng cồn những mặt nạ dưỡng khí, với tiền lươnglà 50 rúp. Tại đó ca sĩ đã làm việc cho đến khi ông rời đến Moscow.

### Hoạt động nghệ thuật

#### Các cột mốc trong sự nghiệp ca hát

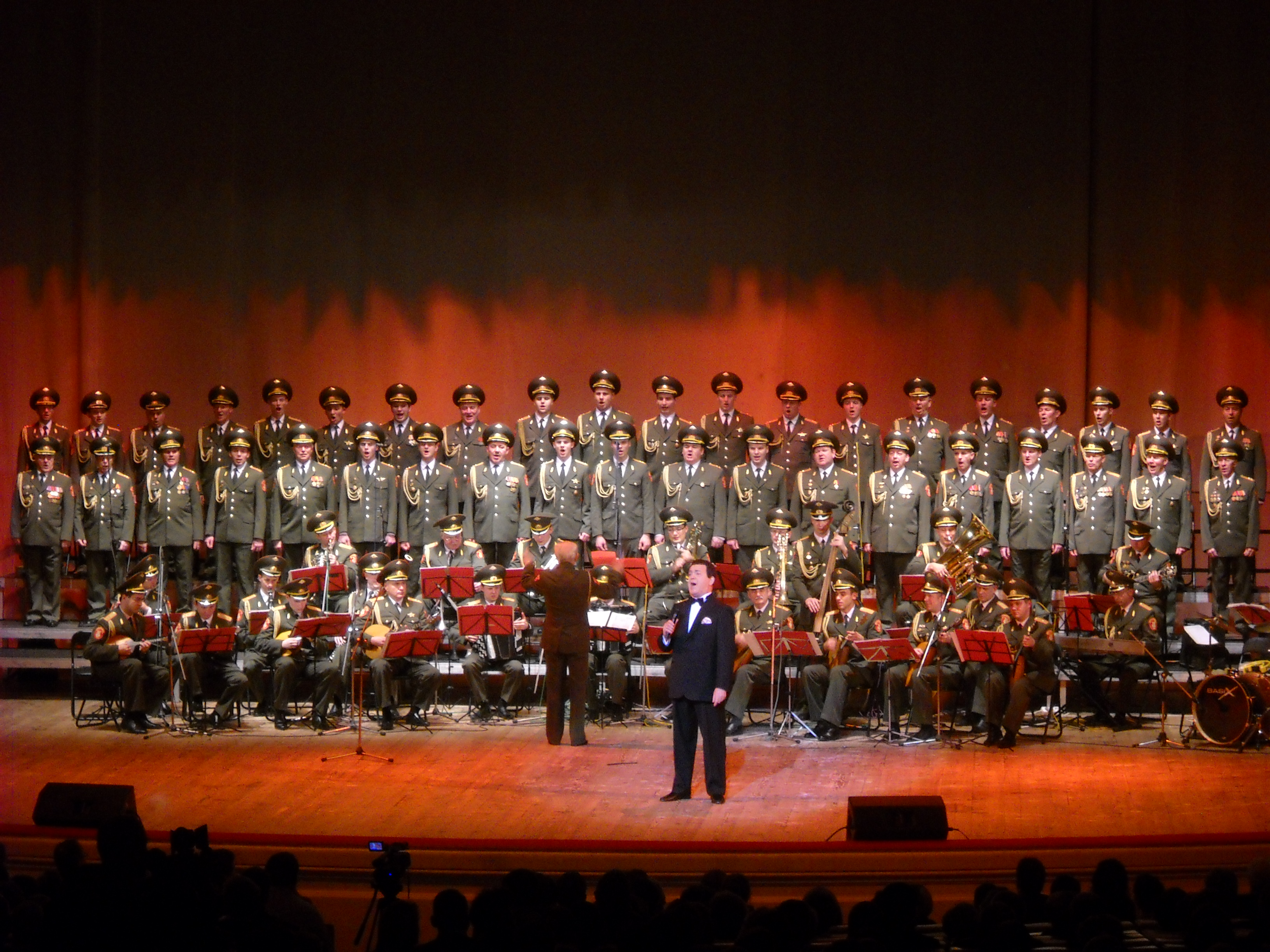
Biểu diễn cùng Đoàn ca múa Quân đội Nga mang tên Aleksandr tại Vác-sa-va năm 2009

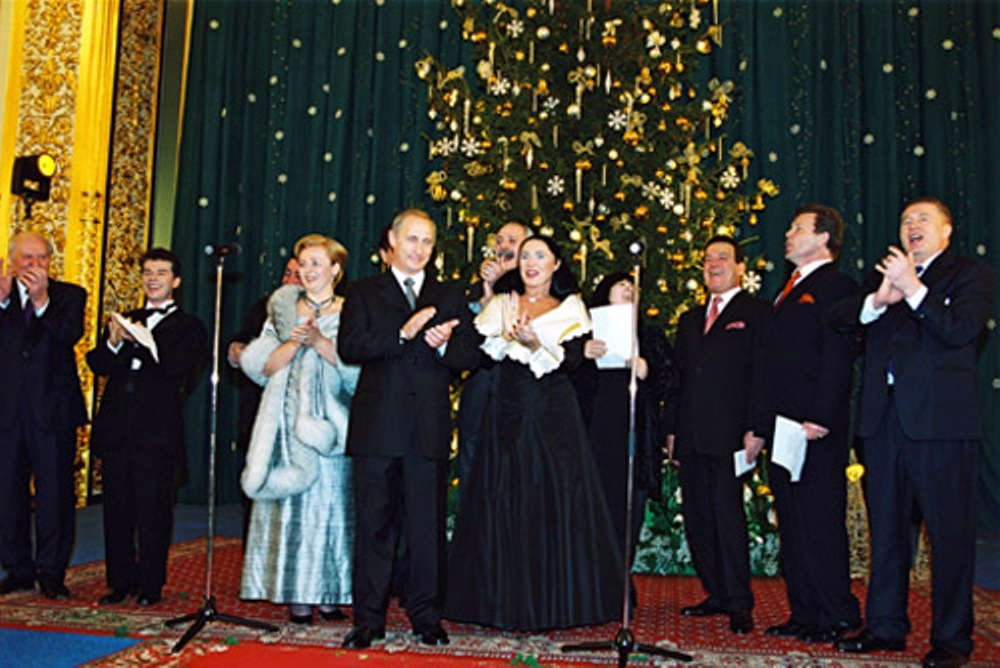

Năm 1959, sau khi hoàn thành nghĩa vụ quân sự, Kobzon nhập học tại khoa thanh nhạc của Nhạc viện quốc gia mang tên Gnesin.
Từ năm 1958, ông đã làm việc trong Rạp Xiếc trên Đại lộ Tsvetnoi trong chương trình của Mark Mestechkin "Cuba — tình yêu của tôi", tại đây ông đã thể hiện bài hát cùng tên của Alexandra Pakhmutova.
Trong 1959–1962 ông là ca sĩ đơn ca của Đài phát thanh Liên Xô, trong những năm 1962–1965 của Dàn hòa nhạc Quốc gia, trong những năm 1965–1989 của Dàn hòa nhạc Moskva.
Vào năm 1963, ông tốt nghiệp lớp thanh nhạc Nhạc viện quốc gia mang tên Gnesin.

#### Cách thực hiện

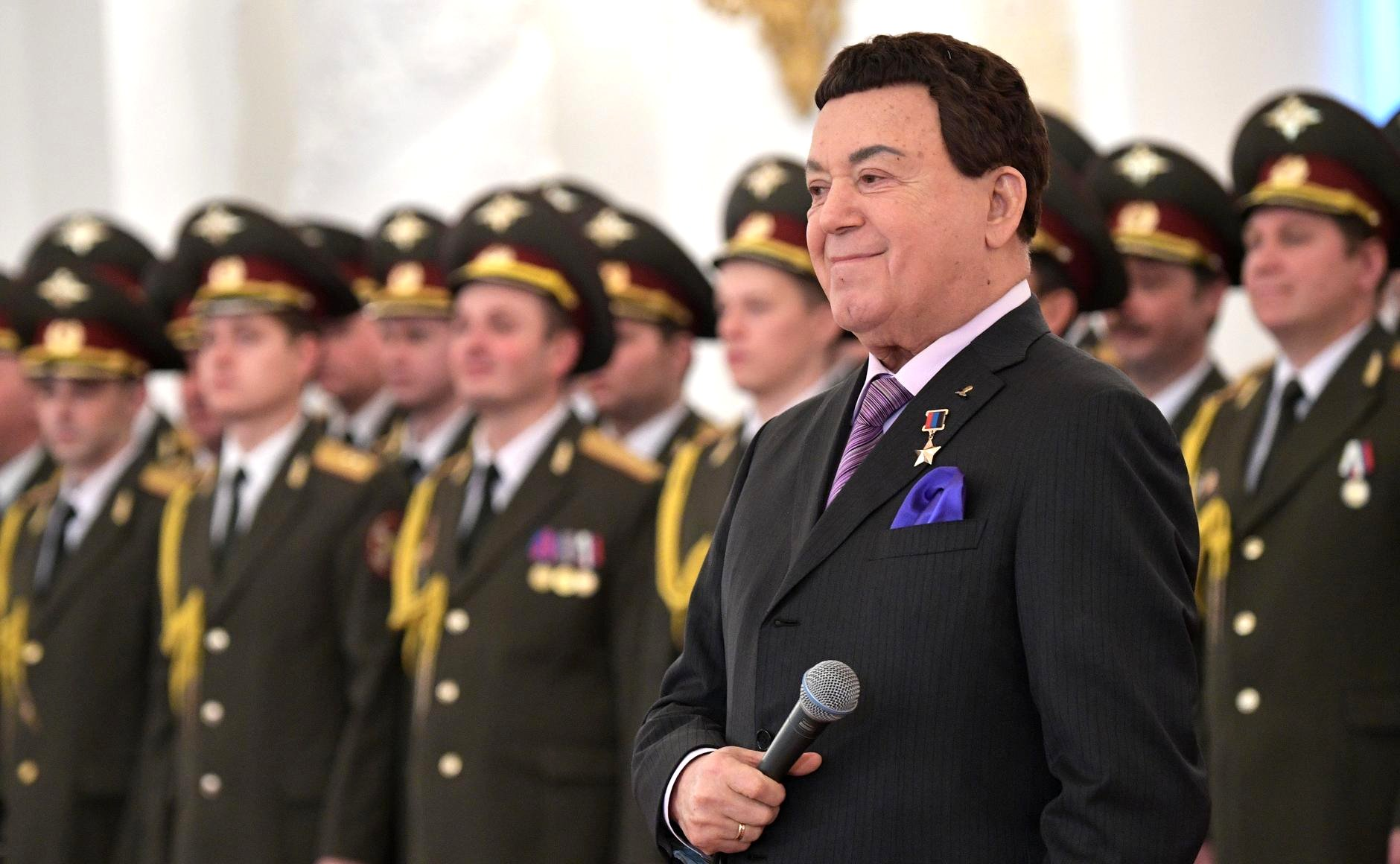

### Công cộng, và hoạt động chính trị

#### Thời gian Liên Xô
Trong 1960–1970 đã đi đến các buổi hòa nhạc trên sốc Komsomol dự án xây dựng, tích cực chiến đấu cho hoà bình thế giới, đã có một thành viên chính thức của đoàn đến thăm nước ngoài với chuyến thăm của tình bạn.
Thành viên Đảng Cộng sản Liên Xô từ năm 1973.